# شیرزاد نمازوف
 شیرزاد نمازوف (زاده ۳ اوت ۱۹۹۲) جودوکار کم‌بینا پارالمپیک اهل ازبکستان است. وی صاحب مدال در بازی های پارالمپیک تابستانی ۲۰۱۶ در وزن ۶۰ کیلوگرم مردان شده است. 